# Thomas-Kirche (Schulenburg)

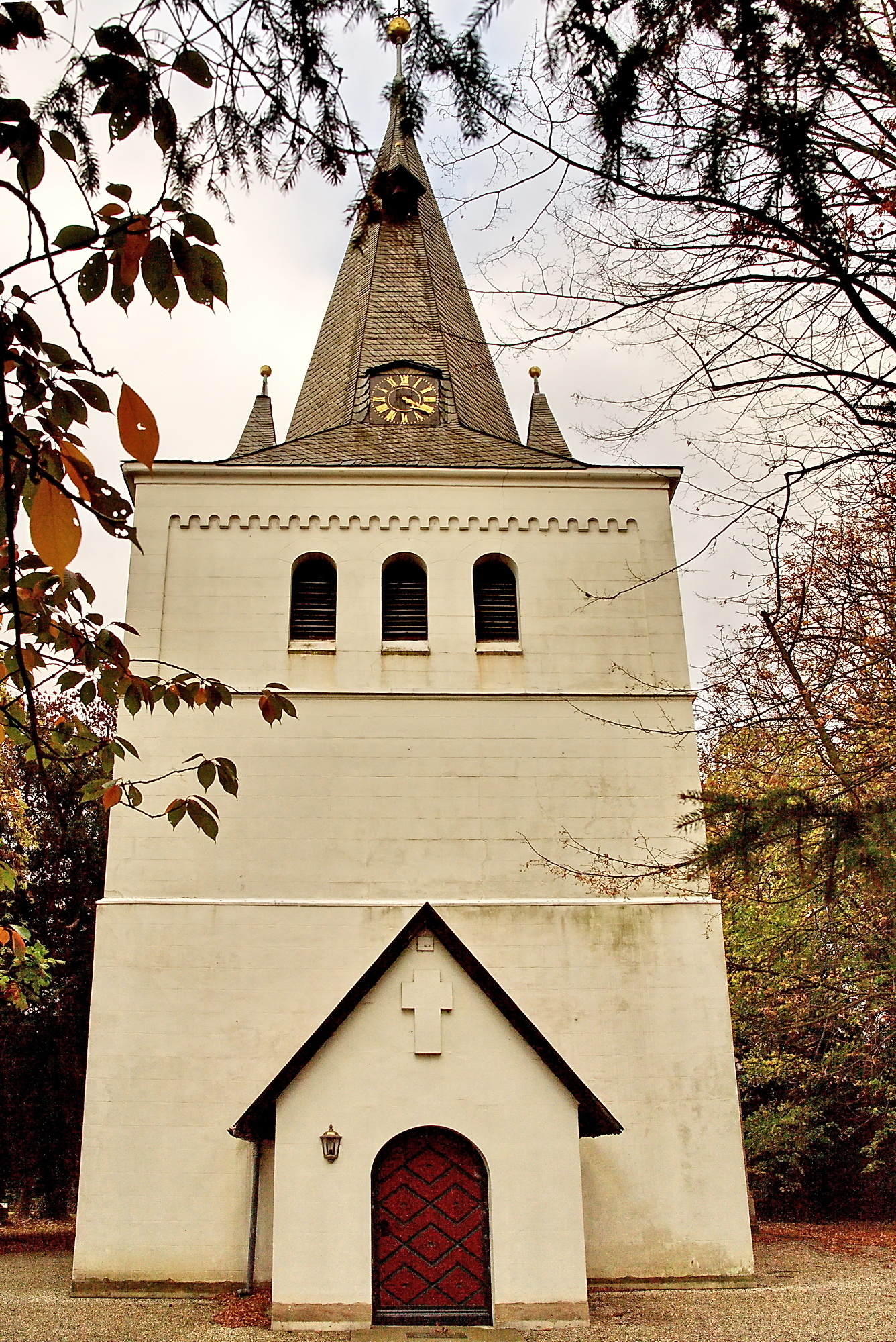
Thomas-Kirche

Die evangelisch-lutherische denkmalgeschützte Thomas-Kirche steht in Schulenburg, einem Ortsteil der Stadt Pattensen in der Region Hannover von Niedersachsen. Die Thomas-Kirchengemeinde gehört zum Kirchenkreis Laatzen-Springe des Sprengels Hannover der Evangelisch-lutherischen Landeskirche Hannovers.

## Beschreibung
Die verputzte Saalkirche aus Bruchsteinen entstand 1856 durch Verlängerung des Kirchenschiffs des mittelalterlichen Vorgängerbaus. Der querrechteckige neuromanische Kirchturm wurde 1885 dem Kirchenschiff vorgesetzt. Alle Fenster wurden neu gestaltet. Der Innenraum ist mit einer trapezförmig angehobenen Decke überspannt. Die umlaufenden Emporen stehen auf zierlichen gusseisernen Stützen, die mit Rankenwerk verziert sind. 
Die Kirchenausstattung wurde 1856 vollständig erneuert, so der Kanzelaltar mit seinem figurengeschmückten Kanzelkorb. Nur das achteckige Taufbecken vom Anfang des 16. Jahrhunderts, der Kronleuchter von 1682 und die Epitaphe blieben erhalten. Die Orgel baute Philipp Furtwängler & Söhne.